# József Ijjas
József Ijjas (Baja, 5 novembre 1901 – Kalocsa, 29 aprile 1989) è stato un arcivescovo cattolico ungherese.

## Biografia
József Ijjas nacque il 5 novembre 1901 a Baja. 
Iniziò il suo percorso di studi nei licei di Baja e Kalocsa e poi studiò teologia a Budapest. Fu ordinato prete il 14 giugno 1925.
Nel 1928 continuò gli studi presso Pontificio Istituto Biblico di Roma. Tra i ruoli che ricoprì, fu censore ecclesiastico per l’Kalocsa dal 1931 e dal 1935 prefetto del Collegio di Sant'Emerico di Budapest e nel 1942 divenne esaminatore sinodale.

### Ministero episcopale
Il 15 settembre 1964 papa Paolo VI lo nominò amministratore apostolico di Csanád, assegnandogli la sede titolare di Tagarata. Ricevette l'ordinazione episcopale il 28 ottobre 1964 nella basilica di Santo Stefano (Budapest) a Budapest dall’arcivescovo Endre Hamvas.
Partecipò alle ultime due sessioni del Concilio Vaticano II.
Il 10 gennaio 1969, papa Paolo VI lo nominò arcivescovo di Kalocsa, carica che mantenne fino al suo ritiro, il 5 giugno 1987.
Morì il 29 aprile 1970 all'età di 87 anni a Kalocsa.

## Genealogia episcopale e successione apostolica
La genealogia episcopale è:
- Cardinale Scipione Rebiba
- Cardinale Giulio Antonio Santori
- Cardinale Girolamo Bernerio, O.P.
- Vescovo Claudio Rangoni
- Arcivescovo Wawrzyniec Gembicki
- Arcivescovo Jan Wężyk
- Vescovo Piotr Gembicki
- Vescovo Jan Gembicki
- Vescovo Bonawentura Madaliński
- Vescovo Jan Małachowski
- Arcivescovo Stanisław Szembek
- Vescovo Felicjan Konstanty Szaniawski
- Vescovo Andrzej Stanisław Załuski
- Arcivescovo Adam Ignacy Komorowski
- Arcivescovo Władysław Aleksander Łubieński
- Vescovo Andrzej Stanisław Młodziejowski
- Arcivescovo Kasper Kazimierz Cieciszowski
- Vescovo Franciszek Borgiasz Mackiewicz
- Vescovo Michał Piwnicki
- Arcivescovo Ignacy Ludwik Pawłowski
- Arcivescovo Kazimierz Roch Dmochowski
- Arcivescovo Wacław Żyliński
- Vescovo Aleksander Kazimierz Bereśniewicz
- Arcivescovo Szymon Marcin Kozłowski
- Vescovo Mečislovas Leonardas Paliulionis
- Arcivescovo Bolesław Hieronim Kłopotowski
- Arcivescovo Jerzy Józef Elizeusz Szembek
- Vescovo Stanisław Kazimierz Zdzitowiecki
- Cardinale Aleksander Kakowski
- Papa Pio XI
- Cardinale Jusztinián Serédi, O.S.B.
- Arcivescovo  Endre Hamvas
- Arcivescovo József Ijjas

La successione apostolica è:
- Vescovo György Zemplén, O.Cist. (1969)
- Vescovo József Vajda (1969)
- Vescovo József Kacziba (1969)
- Vescovo József Udvardy (1969)
- Vescovo Sándor Klempa, O. Praem.  (1972)
- Arcivescovo László Kádár,O.Cist. (1972)
- Cardinale László Lékai (1972)
- Vescovo Árpád Fábián, O. Praem.  (1972)
- Vescovo Kornél Pataky (1975)
- Vescovo Iván Pálos (1975)
- Vescovo Endre Gergely Kovács, O.Cist. (1975)